# Felix de Luxe
Felix de Luxe war eine Hamburger Popgruppe mit deutschen Texten um den Sänger, Poeten, Komponisten und Arrangeur Michy Reincke. Die Band bestand von April 1983 bis Januar 1989 und wurde 1984 mit dem Hit Taxi nach Paris bekannt. 
Der Gitarrist Franz Plasa konnte sich nach der Auflösung der Band auch als Produzent, unter anderem von Selig, einen Namen machen. 2008 hat sich die Band noch einmal für eine Tour unter dem Titel 25 Jahre Taxi nach Paris zusammengefunden.

## Diskografie
- 1984: Felix de Luxe (Polydor)
- 1985: Die Tricks des Glücks (Polydor)
- 1987: Männer wie wir (WEA)
- 2000: Das beste von Felix de Luxe (Edel)